# Олександр Германович Баунов
Олександр Германович Баунов ((4 грудня 1969 , Ярославль )) — російський журналіст і філолог-античник, публіцист, колишній дипломат, головний редактор сайту Carnegie.ru Московського центру Карнегі.

## Біографія
Олександр Германович Баунов народився 4 грудня 1969 року у Ярославлі. Його батько Герман Васильович Баунов закінчив ЛДУ 1953 року, працював журналістом, був завідувачем відділу культури газети " Північний робітник ", головою обласного комітету з питань телебачення та радіомовлення.
1995 року закінчив відділення класичної філології філологічного факультету МДУ ім. Ломоносова. З 1999 по 2003 був на дипломатичній службі МЗС Росії в посольстві Росії в Греції. З 2004 по 2008 рік — репортер, потім редактор міжнародного відділу журналу "Російський Newsweek ". З 2009 по 2015 рік — оглядач та редактор щоденного мережевого видання Slon.ru.
З лютого 2015 — експерт Московського центру Карнегі, головний редактор сайту Carnegie.ru.
Регулярно публікується у російських виданнях ("Відомості ", "Велике місто ", "Російське життя ", РБК, "Росія у глобальній політиці ", Snob та ін.) і зарубіжних виданнях (The New York Times, Foreign Affairs, Foreign Policy, The Atlantic та ін.).
Баунов — автор циклів статей на міжнародні та внутрішні теми: про зовнішню політику Росії, місце Росії в сучасному світі. Також він опублікував кілька путівників Грецією та її регіонами.
У 2013 році — фіналіст публіцистичної премії «ПолітПросвіт». У 2014 році — голова журі премії «ПолітПросвіт». У 2015 році книга «Міф тісний» стала лауреатом премії "Лібмісія " у номінації «Аналітика».
З 2022 Баунов покинув Росію і працює науковим співробітником в Інституті гуманітарних наук у Відні

## Публікації
- Греческие острова : Афины, Аттика, острова Аргосаронического залива, Ионические острова, Крит, Архипелаг Додеканес, Киклады, другие острова Эгейского моря. — М. : Вокруг света, 2006. — 224 с. — ISBN 5-98652-053-X.
- Крит : Ханья, Ретимнон, Ираклион, Херсонес, Агиос Николаос, Иерапетра : 47 городов и населенных пунктов, 34 объекта гражданской архитектуры, 33 церкви и монастыря, 24 музея, 10 объектов античности, 8 ущелий, 5 мечетей, 6 пещер, 1 синагога. — М. : Вокруг света, 2008. — 213 с. — ISBN 978-5-98652-167-1.
- Греция : Афины. Аттика. Острова Агросаронического залива. Пелопоннес. Западная Греция. Центральная Греция. Северная Греция : 76 городов и поселков, около 40 музеев, около 40 церквей и монастырей, 16 схем, более 140 иллюстраций : практическая информация ; советы издательства. — М. : Вокруг света, 2008. — 276 с. — ISBN 978-5-98652-122-0.
- WikiLeaks: дипломатия с черного хода. — М. : Эксмо, 2011. — 320 с. — 8000 прим. — ISBN 978-5-699-48414-0.
- Миф тесен. — М. : Время, 2015. — 448 с. — 1000 прим. — ISBN 978-5-9691-1406-7.
- Конец режима. Как закончились три европейские диктатуры. — М. : Альпина Паблишер, 2023. — 606 с. — ISBN 978-5-9614-8245-4.